# Topobea bullata
Topobea bullata är en tvåhjärtbladig växtart som beskrevs av E.Cotton och Matezki. Topobea bullata ingår i släktet Topobea och familjen Melastomataceae. Inga underarter finns listade i Catalogue of Life.